# Kasszandra
Kasszandra Priamosz és Hekabé, a trójai királyi pár leánya, Hektór és Parisz húga. A legszebb trójai hercegnő volt a görög mitológiában. Kasszandra neve a megvetett jóslatok révén fogalommá vált.

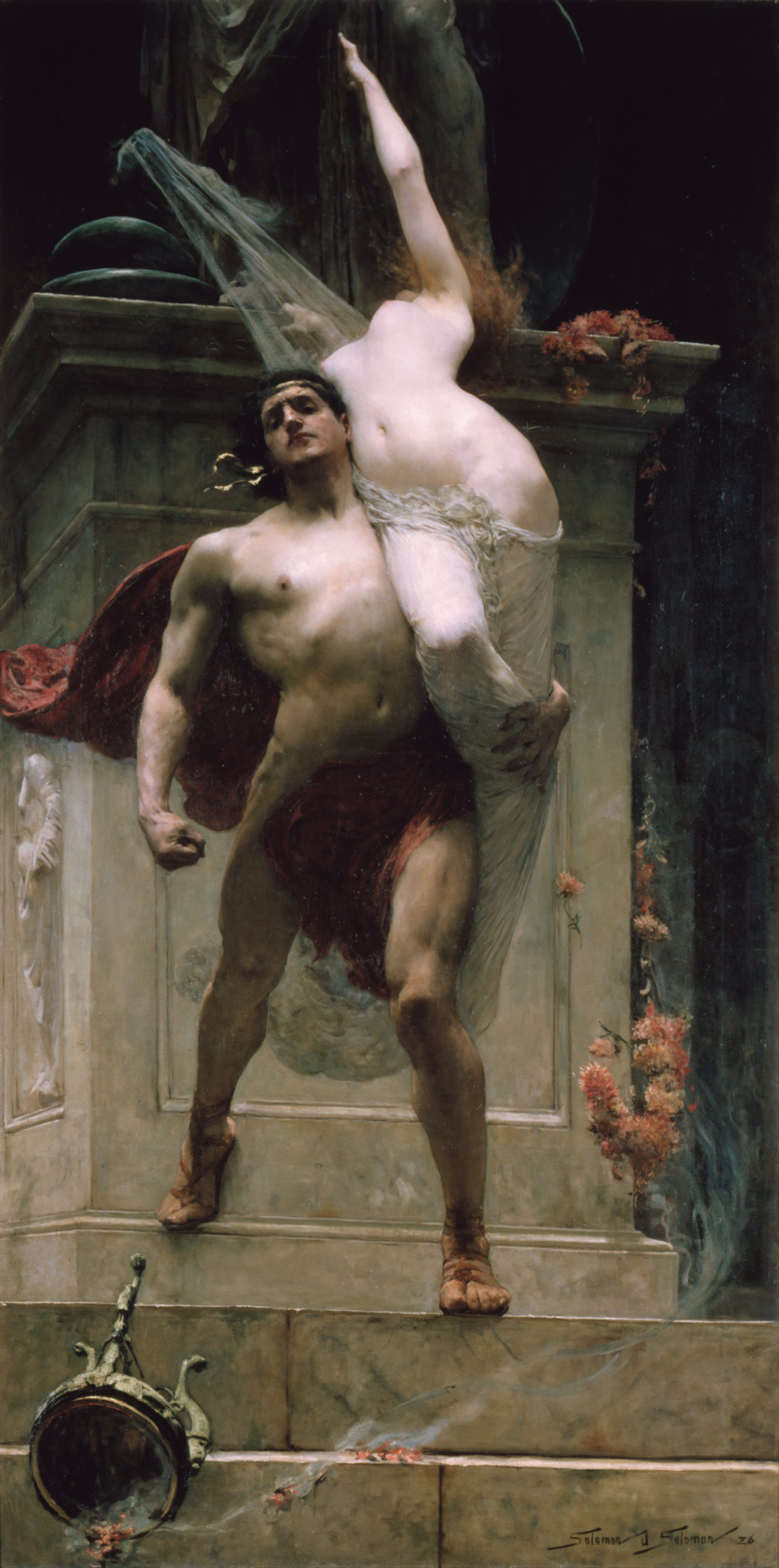
Solomon Joseph Solomon: Ajax és Kasszandra (1886)

Szépsége olyan vakító volt, hogy fénye elérte az Olümposzt is. Így történt, hogy Apollón isten szemet vetett a halandó szépségre, és el akarta csábítani a hercegnőt. Kasszandra szerelméért cserébe azt kérte az istentől, hogy ajándékozza neki a jóslás képességét. Apollón fel is ruházta a jövőbelátás képességével a leányt, azonban miután ezt megkapta, Kasszandra elutasította Apollón szerelmét. A feldühített isten büntetésül azt rótta ki a hercegnőre, hogy jóslataiban soha ne higgyen senki, és emiatt szenvedjen egész életében. És valóban így történt.
A szép hercegnő mindent előre meglátott, mégsem hitt szavaiban senki. A trójai háborúban sokszor tudtak volna szavai segíteni hazájának, de sosem hallgattak rájuk. Így a háború végén, amikor az ajándék falovat begördítették Trója falai mögé, ő azt tanácsolta, hogy égessék el azt, mert pusztulást hoz a városra. Bolondnak nevezték, és ünnepelték a győzelmet. Azon az éjszakán Tróját feldúlták az akháj seregek. Kasszandra Athéné szentélyébe menekült, de Aiasz megtalálta, és megerőszakolta a hercegnőt. Ezután a sereg vezérének, Agamemnónnak adta át a leányt hadizsákmányként. A nagy király hazavitte magával Kasszandrát, aki a hajóúton többször is próbálta figyelmeztetni urát, hogy otthonában meg fogják gyilkolni, mégsem hitt neki senki. Így aztán miután kikötött a hajó Mükénében, és Agamemnón a palotában járt, Klütaimnésztra és Aigiszthosz meggyilkolták a nagy királyt és vele együtt Kasszandrát is.
Aiszkhülosz Agamemnón című tragédiájában Kasszandra nemcsak urának halálát, hanem önmagának és Agamemnóntól született két gyermekének közeli végét is megjósolja. Euripidész Trójai nők című tragédiájában, amikor Agamemnón elé hurcolják, önkívületben jövendöli meg ő és más görög vezérek szörnyű végét.